# Утомлённые солнцем 2: Предстояние
«Утомлённые со́лнцем 2: Предстоя́ние» — российский художественный фильм режиссёра Никиты Михалкова, продолжение фильма «Утомлённые солнцем» (1994). «Утомлённые солнцем 2» — это дилогия, состоящая из двух самостоятельных полнометражных фильмов: «Утомлённые солнцем 2: Предстояние» и «Утомлённые солнцем 2: Цитадель». Премьера первого фильма в России была приурочена ко Дню Победы и состоялась 22 апреля 2010 года, а второго — была запланирована на 4 ноября 2010 года, но впоследствии перенесена на 5 мая 2011 года.
22 мая 2010 года фильм был показан в рамках основной конкурсной программы 63-го Каннского кинофестиваля. С 5 по 14 декабря 2011 года на телеканале «Россия-1» была показана тринадцатисерийная телеверсия дилогии.
«Утомлённые солнцем 2: Предстояние» на момент выхода был самым дорогим российским фильмом с бюджетом, по разным данным, от 40 миллионов до 55 миллионов долларов. Фильм собрал в прокате меньше 20% от суммы бюджета. Критики в прессе разгромили фильм.

## Сюжет
В прологе фильма показан сон бывшего комдива Котова (Никита Михалков), в котором он вместе с женой Марусей (Виктория Толстоганова) принимает у себя на даче самого Сталина (Максим Суханов) и в знак признательности презентует самостоятельно изготовленный торт с его шоколадным портретом. В тот момент, когда Сталин в компании Будённого, Ворошилова и Берии намеревается его попробовать, идиллия резко прерывается — Котов совершенно внезапно убивает его, хватая за затылок и окуная лицом в торт, где держит достаточно долго, чтобы тот задохнулся. Под крик Маруси сон заканчивается, и Котов просыпается в лагере где-то вблизи советско-германской границы, почти сразу после чего всех заключённых неожиданно выгоняют из барака и ведут на плац; при этом офицер НКВД приказывает всем «политическим» заключённым за исключением Котова пройти на лесопилку, где их запирает лагерная охрана. Котов, осуждённый по 58-й статье (означающей контрреволюционные преступления), пытается выяснить, почему его не отправили с ними, и вскоре узнаёт, что его «политическую» статью согласно некому особому распоряжению «сверху» заменили на «уголовную» (статья 129, хищение в особо крупных размерах), причин чему никто не называет. Вскоре к собранным на плацу заключённым-«уголовникам», в толпе которых Котов находит своего знакомого Ивана (Дмитрий Дюжев), обращается тот же офицер, ставящий их в известность, что сегодня, 22 июня 1941 года, на территорию Советского Союза вторглись фашистско-немецкие захватчики, и «уголовники» будут эвакуированы пешим ходом, в то время как всех «политических» расстреливают в лесопилке из спаренных пулемётов. В этот момент на лагерь неожиданно налетают немецкие самолёты, сбрасывающие на плац несколько бомб и убивающие офицера и почти всех заключённых; Котову и Ивану удаётся спастись, буквально в последний миг сбежав с охраняемого плаца и укрывшись на крыше одного из бараков.
Действие переносится в май 1943 года, когда на Ближнюю дачу Сталина приезжает переживший попытку самоубийства (в расширенной телевизионной версии фильма выясняется, что его спасла вовремя появившаяся у него дома Маруся) полковник НКГБ Митя Арсентьев (Олег Меньшиков), встречающийся с Иосифом Виссарионовичем и Берией, информирующими его о том, что Котову в 1941 году удалось избежать смерти, хотя по документам он числился расстрелянным. В связи с этим Сталин приказывает Арсентьеву разыскать Котова, где бы он сейчас ни находился, и передать ему некий портфель, содержимое которого зрителю пока не раскрывают. Далее Арсентьев приезжает в пионерский лагерь имени Павлика Морозова, где повзрослевшая дочь репрессированного Котова Надя (Надежда Михалкова) работает пионервожатой, и узнаёт от его начальника (Андрей Панин), что Надя отказывается отрекаться от своего отца, несмотря на его признание «врагом народа». Сказав Наде, что такими высказываниями она может повредить отцу, и дав таким образом понять, что он жив, Митя покидает лагерь вместе с Марусей, которую он лично спас от смерти, женившись на ней и скрыв родственную связь с врагом народа бывшим комдивом Котовым её и её дочери.
Зрителя возвращают в июнь 1941 года к моменту побега из лагеря Котова и Ивана, которые добираются до берега реки и решают передохнуть, однако внезапно видят приближающиеся немецкие танки под огромными знамёнами со свастикой и спасаются от них бегством, прыгая в реку и цепляясь за плывущее по ней бревно. Ниже по реке в этот момент идёт эвакуация гражданского населения и отступление советских войск от приближающихся немцев через большой деревянный мост; пытающегося встать на пути у грузовика с ранеными советского офицера, требующего от сидящих на его крыше солдат идти сдерживать вражеское наступление, один из них убивает из винтовки. Параллельно двое советских солдат торопливо минируют мост снизу — его намереваются взорвать, дабы не дать немцам с его помощью пересечь реку. Старший лейтенант-сапёр (Евгений Стычкин) приказывает напарнику активировать бомбы как только он махнёт красным флажком, и отправляется закрывать переправу. Одновременно с этим над мостом вновь появляются немецкие самолёты, бросающие бомбы на колонну людей и уничтожающие грузовик, на котором некий чиновник (почти сразу же погибающий от другой бомбы) вывозил миллион советских рублей. После того, как самолёты улетают, старший лейтенант перекрывает проезд на мост, перегородив его автомобилем, однако спешащие переправиться через реку люди не слушают его, а один из них, майор-танкист Николай (Андрей Мерзликин), в ходе разговора сильно толкает его, в результате чего сапёр случайно взмахивает флажком, и его напарник, следивший за происходящим с другого берега в бинокль, воспринимает это как приказ подорвать мост, в связи с чем мгновенно активирует бомбы. Мост оказывается подорван вместе со всеми, кто в этот момент пытался его пересечь. Вернувшиеся немецкие самолёты вновь бомбят оба берега, оглохший от взрыва старший лейтенант бросается в воду, где в этот момент проплывали на бревне Котов и Иван; за ним бросается и Николай, считающий его виновным в гибели сотен людей на мосту. На бревне четверо героев уплывают от места трагедии, напоследок замечая, как те самые танки со знамёнами выезжают на разбомблённый берег.
Затем действие переносится в август 1941 года. По Балтийскому морю проходит эвакуация того самого пионерлагеря, в котором была вожатой Надя Котова, теперь сопровождающая детей на баржу, трюм и большая часть палубы которой уже заняты многочисленными ранеными солдатами, перед посадкой сдающими всё оружие. В этом же порту на небольшой пароход под руководством партийного функционера Игоря (Александр Адабашьян) грузят партийный архив, бюсты Сталина и личные вещи его жены (Мария Шукшина). Баржа выходит в море раньше, её капитан Пиндюрин (Валерий Золотухин) приказывает раненым освободить развёрнутый на палубе транспарант с красным крестом, дабы их не разбомбили патрулирующие этот район немцы. Вскоре над баржей в самом деле показываются немецкие самолёты, начинающие отрабатывать на ней манёвры, пугая её пассажиров, но на самом деле не сбрасывая на неё ни единой бомбы. Тем не менее, вскоре один из немецких пилотов, устав от манёвров, решает поспорить с напарником, что сможет на огромной скорости высунуться из кабины и испражниться на баржу, и приводит план в действие, хотя командир эскадрильи запрещает им это делать. В тот момент, когда самолёт с раскрытым «фонарём» пролетает над баржей, один из раненых солдат на палубе (ранее отказавшийся сдать оружие Пиндюрину) неожиданно стреляет по нему из сигнального пистолета, попадая второму пилоту точно в голову и убивая его; первый пилот впадает в ярость от гибели напарника и резко снижается над баржей, убивая не успевшего отбежать Пиндюрина передним колесом. Шокированный произошедшим командир эскадрильи приказывает остальным пилотам уничтожить баржу со всеми пассажирами как свидетелей военного преступления; в считанные минуты немецкие самолёты забрасывают её бомбами и топят, в запертом трюме погибает множество раненых, тех же, кто попытался выплыть, с воздуха расстреливают из пулемётов. Надя тоже едва не тонет, запутавшись в транспаранте с красным крестом, однако её в последний миг спасает безногий сержант (Сергей Гармаш), оказавшийся священником. Вместе с ней, зацепившись за обнаружившуюся недалеко от места катастрофы морскую мину, он предлагает Наде покрестить её, однако их разговор прерывает неожиданно вернувшийся для расстрела выживших немецкий самолёт, пилот которого всё ещё в невероятной ярости ввиду гибели напарника, в связи с чем даже в кромешном тумане предпринимает попытки расстрелять мину с двумя выжившими. В то время как священник громко читает 90-й псалом, немецкий пилот не справляется с управлением и разбивает самолёт об воду. Вскоре сержант крестит Надю и отдаёт ей свой крестик на цепочке, после чего осознаёт, что не сможет долго прожить без обеих ног, и уплывает в море, оставляя Надю одну. Через некоторое время туман рассеивается, и Надя видит проплывающий на горизонте пароход с партийным архивом, экипаж которого также замечает её и намеревается снять с мины, однако Игорь приказывает им не останавливаться, и пароход скрывается из виду. Тем не менее, мина вскоре самостоятельно выносит Надю на берег, после чего, едва та отпускает её, подхватывается течением и уплывает назад в море, врезаясь в борт тому самому пароходу и топя его вместе со всем экипажем. Оставшаяся на берегу Надя, к которой на пляж прилетает обломок бюста Сталина, вспоминает о своём отце и понимает, что если он жив, то она обязана разыскать его.
Май 1943 года, освобождённые территории СССР. В штаб СМЕРШа к занятому допросом вернувшихся из оккупации граждан СССР капитану Лунину (Сергей Маковецкий) прибывает Митя, начинающий расспрашивать его о судьбе Котова после июня 1941 года. Лунин сообщает ему, что в октябре 1941 года Котов вместе со своими «боевыми товарищами», обретёнными в первые дни войны, был зачислен в ряды штрафбата, перед которым поставили боевую задачу — сдержать немецкое наступление на некоем важном направлении. Посреди чистого поля бойцы штрафбата укрепляют траншеи с помощью обломков мебели из разграбленного пионерлагеря неподалёку, а их командир старший лейтенант Изюмов (Евгений Миронов) читает уголовникам лекцию о трусости. Вскоре в окопы прибывает рота кремлёвских курсантов, которую размещают в одной траншее с штрафбатом. Через некоторое время окопы неожиданно атакуют немецкие танки, приехавшие не спереди, а с тыла — прорвавшись на другом участке, немцы берут советские войска в котёл. Единственное орудие подбивает один танк, но тут же оказывается уничтожено ответным выстрелом; немецкая пехота под прикрытием техники массово штурмует окопы, в бою погибает огромное количество курсантов и бойцов штрафбата. Котову посреди этой резни удаётся убить трёх немцев, однако неудачно упавшим трупом последнего его придавливает к земле, и их обоих переезжает немецкий танк. Придя в себя через некоторое время после боя, Котов выбирается из-под слоя грунта и осматривает уничтоженные окопы, заваленные трупами; найти удаётся лишь нескольких выживших, среди них — Иван, Николай, штрафник Юрок и тяжело раненый Изюмов, перед смертью жалующийся на неспособность Красной Армии остановить немецкое наступление, после чего застреливающийся. Котов и остальные покидают окопы, напоследок увидев, как на бывшее поле боя с немецкого самолёта сбрасывают множество дырявых ложек с пропагандистскими посланиями по типу «Иван, иди домой, я скоро приду».
Действие вновь переносится в август 1941 куда-то на оккупированную Германией территорию СССР. Через небольшую запустелую деревню проходит немецкая колонна, от которой отстают три солдата на велосипедах, остановившиеся у колодца набрать воды. Один из них, Отто, зайдя за ближайший дом обнаруживает нескольких цыган с повозкой, которую пытается реквизировать, но когда цыгане пытаются задобрить его пением и плясками, неожиданно зверски расстреливает их из своего автомата, что приводит в ужас обоих его сослуживцев. Поссорившиеся солдаты расходятся по деревне, Отто выходит на её окраину, где неожиданно встречается с выбежавшей из леса Надей. Та убегает от него, пытаясь попросить помощи у жителей деревни, в окна и двери чьих домов стучит, однако ей никто не открывает. В конце концов Надя укрывается от молча идущего вслед за ней Отто в тёмном амбаре, куда тот заходит и исчезает; позже в этот же амбар в его поисках заходит второй солдат и также не выходит. В деревню возвращается третий солдат, ранее ужаснувшийся расстрелу и приехавший мириться с товарищами, однако обнаруживающий в амбаре их мёртвые тела (убитые вилами и топором соответственно) и в панике зовущий назад в деревню подмогу. Вновь прибывшие немцы собирают перед амбаром всю деревню, в которой обнаруживается множество жителей, и сообщают им, что если никто не признаётся в убийстве двух немецких солдат, то отвечать за это будут все. С холма за амбаром за происходящим наблюдают Надя и её спасительница — ранее изнасилованная немцами местная девушка, не испытывающая к населению деревни никакого сострадания, так как они тогда не помогли ей так же, как сегодня не помогли Наде. Так как из жителей деревни в содеянном никто не признаётся, немцы сгоняют всех в тот же амбар, обливают бензином и сжигают. У Нади случается нервный срыв, она всё ещё порывается пойти к немцам и признаться в убийстве, однако спасительница удерживает её.
В 1943 году Лунин рассказывает Арсентьеву об ещё одном эпизоде из военной биографии Котова — летом 1942 года он отказался перейти из штрафбата, где у него истёк срок пребывания, в строевую часть, объяснив это тем, что точно знает о том, что дома его «никто не ждёт». Вскоре после этого Котов принял участие во взятии немецкого «языка», которого едва не упустил на огромном пшеничном поле, где тот спрятался в заброшенной церкви. Зайдя вслед за ним, Котов обнаруживает, что в церкви ранее размещался небольшой полевой госпиталь, и внезапно находит на одной из ширм сумку с надписью «сержант Котова», явно принадлежавшую его дочери Наде, которую он твёрдо считал погибшей ещё в 41-м. В то время когда Котов откладывает автомат и изучает вещи из сумки, к нему со спины пытается подкрасться вооружившийся деревянным костылём «язык». Однако прежде, чем он успевает его атаковать, над церковью пролетает немецкий бомбардировщик, трое пилотов в кабине которого выбрасывают из люка застрявшую авиабомбу, пробивающую купол церкви и чудом зацепившуюся за паникадило. Перепугавшиеся Котов и «язык» успевают бегом покинуть церковь, прежде чем бомба всё-таки падает и взрывается, уничтожая всё здание. В процессе связывания «языка» Котов вновь вспоминает о Наде и осознаёт, что она, судя по всему, всё-таки жива.
В финале фильма показан февраль 1942 года. В руинах некого крупного города санитарка Надя ищет раненых и находит возле уничтоженного танка обожжённого советского танкиста. Она пытается оказать ему первую помощь, но его ранения оказываются слишком серьёзными. В последние минуты жизни молодой танкист просит Надю показать ему грудь, так как он ни разу в жизни этого не видел, и Надя исполняет его желание, после чего танкист умирает. В последний раз действие возвращается в 1943-й, где Лунин наконец-то даёт Арсентьеву однозначный ответ, где сейчас находится Котов — за месяц до его приезда он точно находился в некой цитадели, причём вряд ли до сих пор жив, учитывая тамошнее тяжёлое положение. Митя незамедлительно отправляется туда на поиски Сергея Петровича.

## В ролях
- Никита Михалков — Сергей Петрович Ко́тов, бывший комдив, штрафник
- Олег Меньшиков — Дмитрий Андреевич (Митя) Арсентьев, полковник НКГБ
- Надежда Михалкова — Надя, дочь Ко́това
- Сергей Маковецкий — капитан Лунин, сотрудник СМЕРШа
- Дмитрий Дюжев — Иван, белорус, сокамерник Котова
- Артур Смольянинов — Юрок, штрафник
- Андрей Мерзликин — Николай, бывший майор-танкист, штрафник
- Максим Суханов — Сталин
- Евгений Стычкин — старший лейтенант-сапёр, штрафник
- Евгений Миронов — старший лейтенант Изюмов, командир штрафбата
- Андрей Панин — Кравец, начальник пионерлагеря
- Сергей Гармаш — отец Александр[к 3]
- Виктория Толстоганова — Маруся, бывшая жена Ко́това[к 4]
- Артём Михалков — Миша Сазонов, кремлёвский курсант
- Валерий Золотухин — мичман Пиндюрин, командир баржи
- Александр Голубев — капитан Лысяков, командир кремлёвских курсантов
- Наталья Суркова — Катя, деревенская девушка
- Александр Пашутин — начальник лагеря
- Валентин Гафт —  Пимен, заключённый-еврей
- Алексей Петренко — пожилой лейтенант-бухгалтер
- Александр Адабашьян — Игорь, партийный функционер
- Мария Шукшина — Зинаида Васильевна, жена Игоря
- Александр Фисенко — Калинушкин, солдат в полуторке
- Даниил Спиваковский — командир переправы
- Алексей Булдаков — Будённый[к 5]
- Александр Мохов — Ворошилов
- Адам Булгучёв — Берия
- Ангелина Миримская — Люба Кавко, пионервожатая
- Настя Скрыпник — Оля, девочка на барже
- Сергей Межов — солдат с ракетницей
- Сергей Бачурский — Рябов, офицер НКГБ[к 6]
- Владимир Берегов — Круглов, допрашиваемый
- Михаил Иванов — танкист
- Алексей Ошурков — солдат в полуторке
- Юрий Сафаров — сержант Хадыров
- Дмитрий Аросьев — Центнер, кремлёвский курсант
- Максим Виноградов — кремлёвский курсант
- Родион Галюченко — кремлёвский курсант
- Сергей Ларин — Кудря, кремлёвский курсант
- Евгений Сахаров — Сахаров, кремлёвский курсант
- Павел Хрулёв — Алексей, кремлёвский курсант
- Игорь Шмаков — Гоша, кремлёвский курсант
- Иван Гвера — Вилли, немецкий лётчик
- Карел Добрый — немецкий лётчик
- Богдан Берзиньш — Отто, немецкий солдат
- Игорь Мулев — фельдфебель Юрген
- Сергей Бурунов — заключённый
- Вячеслав Ганенко — штрафник
- Евгений Ермаков — майор Болотов
- Евгений Смирнов — сержант НКВД
- Алексей Шемес — офицер-штрафник

Нет в титрах:
- Александр Аноприков — «крот»
- Игорь Афанасьев — заключённый
- Андрей Васильев — дублёр немца
- Артём Григорьев — штрафник
- Янина Калганова — медсестра
- Ирина Калинина — пионервожатая
- Максим Клянов — гауптштурмфюрер СС
- Артём Крестников — конвоир
- Дмитрий Мазуров — солдат НКВД
- Екатерина Радченко — медсестра

Только в телеверсии фильма:
- Вера Воронкова — Софья Гринберг, военврач
- Римма Маркова — Ильинична, санитарка
- Роман Коваль — раненый боец
- Александр Арефьев — санитар военного госпиталя
- Евгения Файкова — санитарка

## Создание

### Подбор актёров
Большинство героев из первой части исполняют те же актёры, за исключением нескольких. Так, роль Маруси (жены Котова) вместо Ингеборги Дапкунайте играет Виктория Толстоганова. Дапкунайте предлагалась роль Маруси, но принципиальным требованием Михалкова был отказ актрисы от участия в реалити-шоу «Большой брат» (ТНТ, 2005 г.), поскольку, по мнению Михалкова, зритель не воспримет её как Марусю после участия в «пошлом» шоу. Однако Ингеборга приняла участие в «Большом брате», и на роль была взята Толстоганова.

### Процесс съёмок
Фильм представляет собой крупномасштабную постановку с многотысячными массовками. Помощь в съёмке батальных сцен была оказана Министерством обороны России. Часть фильма снималась в Германии, были задействованы немецкие актёры, а также немецкая военная техника и костюмы. Сюжеты второй части («Цитадель») снимались в 2007—2008 годах возле посёлка Низково (город Горбатов, Павловский район Нижегородской области) и деревни Верхнее Кожухово. Активную помощь оказывала часть МЧС посёлка Сатис.
В массовке участвовало население посёлка Шушары Пушкинского района Санкт-Петербурга, возле которого снимались все батальные сцены. Рядом, на станции Шушары снимались сцены на железной дороге. Паровозы и вагоны военных лет предоставил Центральный музей железнодорожного транспорта Российской Федерации.
Съёмочную площадку иногда посещали высокопоставленные персоны. В мае 2008 года съёмки фильма посетил Председатель Правительства России Владимир Путин, который известен своим дружеским расположением к Михалкову. В августе 2008 года, во время своего отпуска, съёмочную площадку под Нижним Новгородом посетил Президент России Дмитрий Медведев.

## Премьера
Премьера фильма прошла 17 апреля 2010 года в Государственном Кремлёвском дворце, специально переоборудованном для этого в самый большой в России цифровой кинозал. 20 апреля фильм был показан в Вологде, и только 22 апреля вышел на широкий экран по всей стране.

### Каннский кинофестиваль
Фильм участвовал в конкурсной программе Каннского кинофестиваля 2010 года. На фестивале демонстрировалась сокращённая, двухчасовая версия фильма. Окончание фильма зал встретил овацией, но никаких призов он не получил. Более того, картина заняла место в пятёрке худших фильмов кинофестиваля по версии портала о независимом кино «IndieWire».

### Бюджет и кассовые сборы
С бюджетом в $ 40 млн этот фильм стал самым дорогим и самым провальным в истории российского кино. Фильм не окупил и четверти своего бюджета. За месяц, прошедший с момента премьеры, фильм «Утомлённые солнцем 2: Предстояние» собрал в российских кинотеатрах чуть более $ 7 миллионов. Это при том, что в прокате находились более тысячи копий «Предстояния» — больше чем какого-либо другого фильма на тот момент, и из-за них кинотеатры даже на время снизили прокат других фильмов. Из-за этого было принято решение о переносе премьеры второй части дилогии, «Утомлённые солнцем 2: Цитадель» на 2011 год.
| дни проката       | Место в рейтинге | Количество копий | Касса дней                     | Общая касса                   |
| ----------------- | ---------------- | ---------------- | ------------------------------ | ----------------------------- |
| 1 (22—25.04.2010) | 1                | 1079             | 108,9 млн руб. ($ 3,74 млн.)   | 108,9 млн руб. ($ 3,74 млн.)  |
| 2 (29.04—2.05.10) | 2                | 1079             | 40,7 млн руб. ($ 1,39 млн.)    | 176,8 млн руб. ($ 6,08 млн.)  |
| 3 (06—09.05.2010) | 6                | 1049             | 12,6 млн руб. ($ 0,42 млн.)    | 207,0 млн руб. ($ 7,12 млн.)  |
| 4 (13—16.05.2010) | 9                | 395              | 2,7 млн руб. ($ 0,09 млн.)     | 215,6 млн руб. ($ 7,41 млн.)  |
| 5 (20—23.05.2010) | 17               | 40               | 0,3 млн руб. ($ 0,01 млн.)     | 216,9 млн руб. ($ 7,46 млн.)  |
| 6 (27—30.05.2010) | 17               | 20               | 0,183 млн руб. ($ 0,0058 млн.) | 217,6 млн руб. ($ 7,465 млн.) |

### Премьерный показ в разных странах[19]
- Россия — 17 апреля 2010 (только в Кремле, Москва); 20 апреля 2010 (только в Вологде); 22 апреля 2010 (остальные города)
- Казахстан — 22 апреля 2010
- Эстония — 23 апреля 2010
- Франция — 22 мая 2010 (Каннский кинофестиваль)
- Чехия — 9 июля 2010 (Кинофестиваль в Карловых Варах)
- Австралия — 25 июля 2010 (Международный кинофестиваль в Мельбурне)
- Япония — 16 апреля 2011

## Отзывы и оценки

### Мнения критиков
В целом, критики встретили фильм отрицательно. Его критиковали за плохую актёрскую игру, за неубедительные сценарий и режиссуру, за «воскрешение» персонажей, за чрезмерную демонстрацию жестокости и «обнажёнки», а также за исторические ляпы и за образы Красной Армии и Сталина, какими они показаны в фильме.
- Ещё до своей премьеры на Каннском фестивале фильм был удостоен критики французских СМИ. Газета Liberation назвала включение ленты в программу «загадочным», а Le Monde — «гимном сталинизму»[20].

- Кинокритик Кирилл Разлогов:

Это эпопея, выдержанная в традиции фильмов о войне. И если фильм будет иметь успех, то людей, вероятно, не смутит, что по масштабу он кардинально отличается от «Утомлённых солнцем-1».
- Журналист и критик Ксения Ларина:

Великий фильм о великой войне был снят великим режиссёром на великие деньги и с участием великих актёров. 

Ирония в таком великом деле вполне уместна, тем более автор этого произведения давно это жизненно важное чувство для любого художника утратил… В фильме вообще мало живого, подлинного, несмотря на обилие натуралистичных сцен смерти, насилия и жестокости. Нет настоящих человеческих страданий — а есть порой искусная, а чаще грубая имитация, балансирующая на грани дурновкусия. 

Сквозь дорогие видеооткрытки, снятые великолепным оператором и в сопровождении великолепной музыки, как улыбка чеширского кота проступало огромное нечеловеческое эго Никиты Михалкова. Отсутствие внятной сюжетной линии компенсируется яркими спецэффектами, невыносимым натурализмом, граничащим со смакованием, и общей эмоциональной истеричностью.
- Литератор и журналист Дмитрий Быков:

Лучше бы этому фильму остаться легендой. Чтобы и люди поучаствовали, и деньги были потрачены, и каждый участник верил, что внёс вклад в великое дело, и зрители полагали, что десять лет жизни Никиты Михалкова и полутора тысяч его сотоварищей потрачены не зря. А картину бы как-нибудь спрятать под предлогом авторского перфекционизма. Ей-богу, получилось бы душеполезнее.
- Сетевой публицист Дмитрий Пучков (Гоблин): По итогам ответ «Рядовому Райану» не получился. Не получился даже ответ отдельным сценам из фильма Спилберга, вроде эпической высадки на Омаха-бич. Ни 50 миллионов долларов бюджета, ни восьми лет работы над фильмом не хватило. Получилась отечественная версия «Бесславных ублюдков». Как и фильм Тарантино, фильм Михалкова не имеет никакого отношения к реальным событиям. Как и у Тарантино, все персонажи ведут себя и разговаривают как режиссёр, он же автор сценария. Только у Тарантино есть внятный сюжет, нормальный монтаж, гениальный Кристоф Вальц и звезда Брэд Питт. В нашем же случае — бессвязный набор короткометражек, бестолковая актёрская игра да никакой сценарий. Кстати, фильм Тарантино дороже ровно на гонорар Питта, на 20 миллионов долларов. Чего-то Квентин в кино не понимает[24].  В свою очередь социальный философ В. В. Кафтан в связи с этим отзывом отмечает, что[25]: В рецензии на данный фильм известный автор переводов иностранных фильмов Дмитрий Пучков («Гоблин») пишет о том, что у Н. Михалкова кино историческое, предназначено для молодёжи. Ветераны вряд ли поймут, а вот молодёжь будет знать, что такое война. Наступающие фашистские танки с парусами со свастикой на башнях, вездесущие злые НКВД-шники, тупое русское быдло в лице солдат и местного населения, герои-преступники штрафбата. А на этом фоне ярко выступают дисциплинированные немецкие войска, методично истребляющие крестьян и несущие, так сказать, свет цивилизации русским варварам. Какие задачи стояли перед данным фильмом? Судя по всему, задача была ровно одна: десакрализация памяти о Великой Отечественной войне. А также от себя добавляет[26]: В своей кинопостановке «Утомлённые солнцем 2» Н. Михалков по его словам основной упор сделал на предельно реалистичный показ войны, грязный, кровавый и отвратительный, режиссёр по его словам собрался снимать кино в противовес американскому фильму Спилберга Дж. «Спасение рядового Райана». Однако, в основном получилось так, как А. Зиновьев говорил про перестройку и гласность: «Целились в коммунизм, а попали в Россию». Вот и данный фильм целился в Сталина, а попал в историческую память российского народа.
- Михаил Трофименков («Ъ»)

Порнография отнюдь не есть имитированный половой акт на экране: он может быть необходим в силу художественной логики фильма, как в «Поле Х» Леоса Каракса, и перестаёт быть порнографией. Порнография – выхолащивание любви, сведённой к движению поршней. Порнограф не умеет снимать любовь, он умеет снимать только механику. Порнограф отчуждает любовь. У человека есть два не отчуждаемых достояния: любовь и смерть. «УС-2» – порнография смерти, что опаснее, страшнее и отвратительнее порнографии любви. НМ подменяет эмоции, которые вызывает смерть, её механикой.
- Сергей Линеширов (газета «Смена», СПБ)

Натурализм, доведённый до гротеска. Многочисленные оторванные ноги, искалеченные тела, реки крови, по-видимому, преследовали цель сделать данный конкретный фильм действительно «великим фильмом о Великой войне», как позиционировал его сам режиссёр. Но в итоге ничего, кроме отвращения, не вызвали.
- Медиаидеолог Марина Леско предложила трактовать ленту как сказку (газета «Музыкальная правда»)

«Утомлённых» никак нельзя считать классической драмой, тем более лентой, снятой в духе реализма. Это не фильм-эпопея типа «Освобождения», а фильм-сказка про Иванушку-дурачка эпохи модернизма. Сделанный мастером эпохи постмодернизма, воспринимающим действительность фрагментарно и дискретно. Герой ленты был заявлен как квазисказочный ещё в первой картине трилогии – его образ изначально содержал элементы гротеска. Котов, как и хрестоматийный Иванушка, простой парень. Он отважен и смекалист, в годы революции ему несказанно повезло: он стал другом Сталина (Царя) и женился на царевне (дворянке Марусе), перебежав дорогу царевичу (дворянину Мите).
Одним из немногих, кто оценил фильм положительно, был журналист Андрей Максимов («Российская газета»):
Считаю, что это кино выдающееся, потому что впервые я увидел картину о войне, где показывается, как в 1941 году столкнулись два трагических абсурда: абсурд советской власти, с одной стороны, и абсурд войны, с другой. 

«Предстояние» — это не кино про подвиг. Это кино про абсурд. Про трагическую нелепость войны. Про её неестественность. Большинство советских военных картин было о том, что воевать если и не до конца хорошо, то естественно. Нормально. В 2010 году Михалков выпустил картину о том, что воевать плохо. Противоестественно. Ненормально. Но когда трагические обстоятельства вынуждают тебя это делать, ты должен это делать честно.

### Другие отзывы
- После выхода фильм получил большое количество отрицательных оценок:
  - Рейтинг Кинопоиска — 3,8 из 10 возможных по результатам 65 783 голосов;
  - Рейтинг IMDb — 4.3 из 10 возможных по результатам 4 530 голосов[30];
  - Согласно агрегатору рецензий Критиканство.ру, из 32 рецензий в российской прессе фильм получил только 4 положительных. В голосовании пользователей сайта фильм занимает первое место в рейтинге «Нелюбимых»[31].
- Мнение ветеранов войны, приглашённых на премьеру фильма, было отрицательным: «Пытка», «Плевок нам в лицо», «Так снимать нельзя»[11].
- Фрагмент с раздавленной немецкими танками ротой отдельного курсантского полка Московского пехотного училища называли искажением истории и возможным — плагиатом повести Константина Воробьёва «Убиты под Москвой» (в титрах фильма источник заимствования не указан) о трагической судьбе 10-й роты ОКП, экранизированной киностудией им. А. Довженко в 1990 году в фильме «Это мы, Господи!»[32].

### Скандалы
- Ещё до выхода фильма в рунете появилось множество «фотожаб»[33] на афишу фильма, в которых высмеивались пафос и культ личности Михалкова[34]. Главным образом, блогерам не понравились слова в постере «великое кино». Некоторые издания распространили слух о том, что Никита Михалков пообещал подать в суд на блогеров[35]. Впрочем, 14 апреля 2010 года сам Михалков эти слухи опроверг[36].
- В некоторых городах России имели место случаи организации принудительных показов фильма школьникам за их деньги[37][38][39][40][41][42]. Этим вопросом даже заинтересовалась прокуратура, которая инициировала проверку фактов принудительных просмотров[43][44]. Фильмы с демонстрацией сцен жестокости запрещены для просмотра лицам до 16 лет.
- Депутат-коммунист Николай Рябов обратился 19 мая 2010 года с протокольным поручением в думский Комитет по культуре в связи с возможной растратой государственных средств, потраченных на проект «Утомлённые солнцем 2: Предстояние»[45]. Однако сам Михалков заявил, что «слова народных избранников его не волнуют»[46]. 21 мая 2010 года Государственная Дума РФ отказалась направлять в Министерство культуры запрос о том, сколько бюджетных средств было затрачено на создание фильма[47].

### Ответы на критику
Никита Михалков прокомментировал некоторые обвинения в адрес его фильма.
По поводу недовольства ветеранов:

Что касается ветеранов, которых я очень уважаю, то они своё кино уже получили за 65 лет, прошедших после Победы. Это прекрасные, великие фильмы, но там нет всей правды о войне, о многом нельзя было раньше говорить.— 
По поводу сталинизма:

Это картина не за Сталина, не против Сталина, это картина о любви. Она о любви отца и дочери на фоне войны и сталинизма и всего остального.— 
По поводу провала в прокате:

Критики должны быть счастливы, ведь это значит, что впервые в России за большие деньги было снято артхаусное, сугубо авторское кино, которое по определению не способно дать больших сборов.— 
Он также заподозрил своих оппонентов в заранее спланированной кампании по очернению своего фильма:

Когда начинают картину, как говорится, «мочить» за 8 месяцев до её выхода, сразу здесь виден заказ. Это абсолютная кампания, продуманная.— 

## Награды
- Фильм был выдвинут от России на «Золотую пальмовая ветвь» в программе 63-го Каннского кинофестиваля (2010)
- Приз «За духовность в культуре» кинофестиваля «Виват кино России!» (2010)
- Приз зрительских симпатий кинофестиваля «Балтийские дебюты» (2010)
- Премия «Ника» за лучшую мужскую роль второго плана (2011) — Евгению Миронову
- Телеверсия дилогии получила гран-при на Международном кинофоруме «Золотой Витязь» (2012)

## Комментарии
1. ↑  Сценаристы указаны в алфавитном порядке в соответствии с Авторитетным источником
2. ↑  На самом деле в 1941 году штрафбатов ещё не существовало.
3. ↑  В титрах — безногий сержант на барже.
4. ↑  Во флэшбеке — Ингеборга Дапкунайте.
5. ↑  В заключительных титрах фамилия персонажа дана с ошибкой — Буденый.
6. ↑  Во флэшбеке — Владимир Рябов.